# Мухарак
Ал Мухарак (на арабски: محافظة المحرق) е една от 4-те провинции на Бахрейн. Населението ѝ е 245 994 жители (по приблизителна оценка от юли 2016 г.). Разделена е на 2 общини. Разположена е в часова зона UTC+3.